# Puente Apollo
El Puente Apollo (en eslovaco: Most Apollo; conocido provisionalmente como Puente Košická durante la construcción, por la calle que conduce a él) es una estructura situada en Bratislava (capital de Eslovaquia), sobre el río Danubio.
La construcción del puente comenzó en 2003 y fue abierto al público el 5 de septiembre de 2005. Se llama así por la "Apollo" (Slovnaft) un refinería de petróleo que se encontraba en la orilla izquierda del río en esta zona antes de la Segunda Guerra Mundial. Sus líneas curvas, arcos inclinados y virtual ausencia de ángulos rectos hacen que la forma geométrica del puente sea muy sofisticada. En una maniobra sin precedentes, la estructura de acero de 5.240 toneladas, que se extiende 231 metros, se trasladó a través del río en la margen izquierda hasta su posición final en un pilar de 40 metros en la orilla derecha. El puente de Apolo fue calificado como un proyecto europeo entre los cinco finalistas para el premio 2006 Outstanding Civil Engineering Achievement (Premio OPAL) de la Sociedad estadounidense de Ingenieros Civiles.

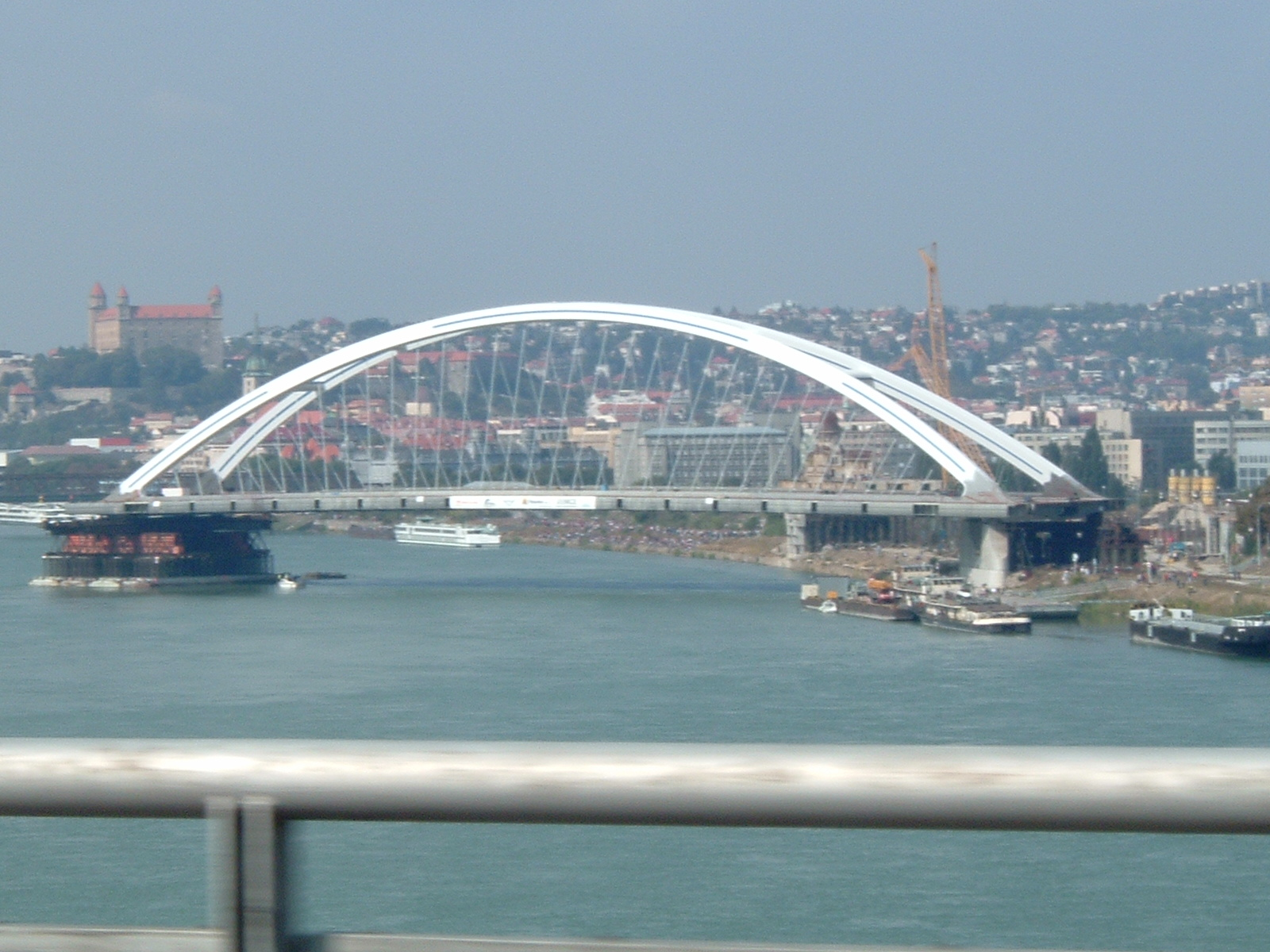
El traslado del puente
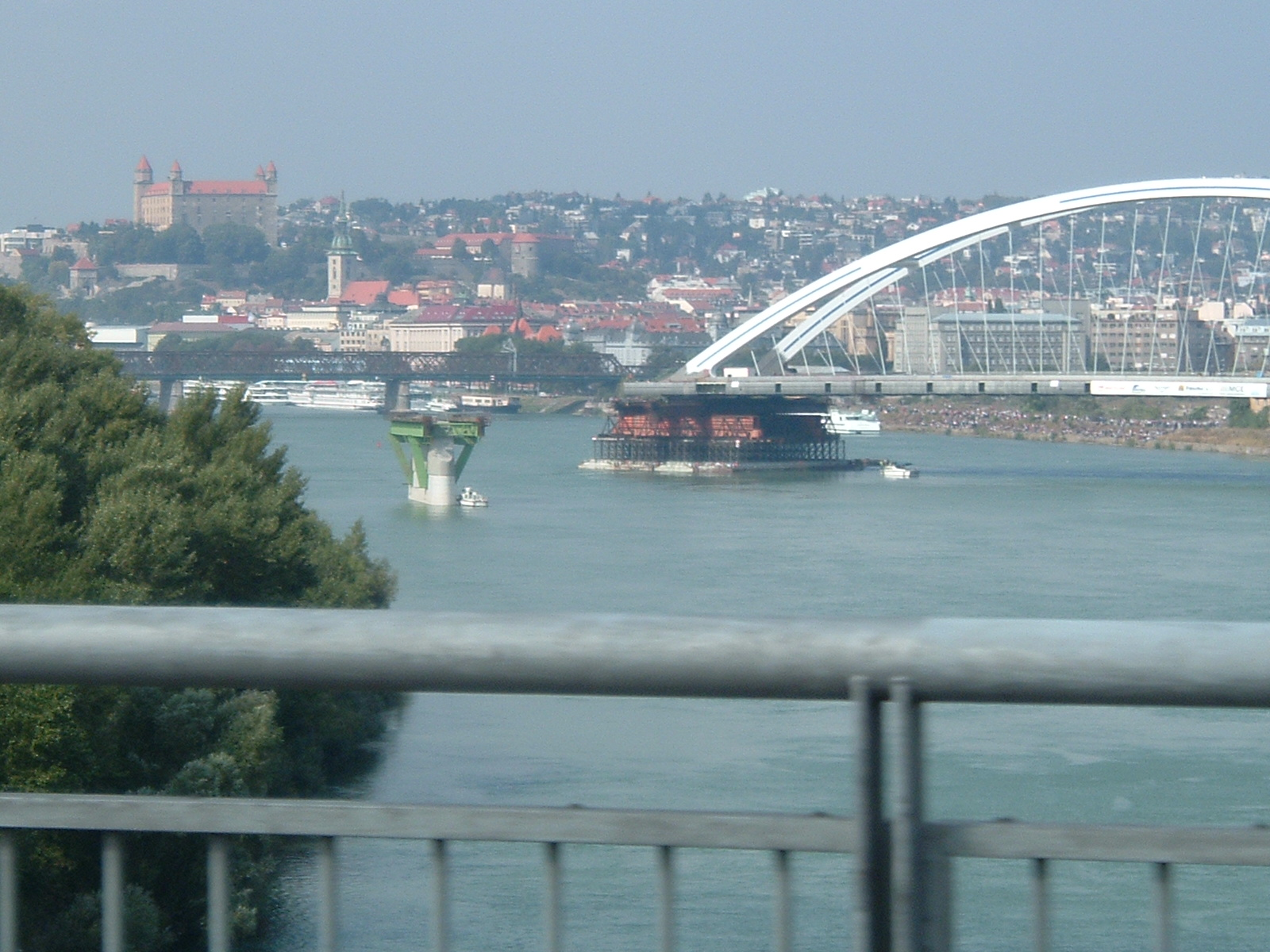
El traslado del puente